# 미우라 아쓰히로
미우라 아쓰히로(일본어: 三浦 淳寛, 1974년 7월 24일 ~ )는 일본의 은퇴한 축구 선수이다.

## 구단 경력
1994년 J1리그의 요코하마 플뤼겔스에 입단했다. 1998년까지 145경기에 출전하여, 22득점을 넣었다. 1998년에 천황배 우승을 차지했다. 1999년 요코하마 F. 마리노스로 이적했다. 2001년 도쿄 베르디로 이적했다. 2004년까지 79경기에 출전하여, 10득점을 넣었다. 2005년 비셀 고베로 이적했다. 2007년부터 2010년까지 요코하마 FC에서 뛰었다. 2010년후 현역 은퇴.

## 국가대표팀 경력
그는 1999년 기린컵에 참가할 일본 국가대표팀에 발탁되었으며, 6월 6일 페루와의 경기에서 데뷔했다. 2000년 하계 올림픽, 2번의 AFC 아시안컵, 2번의 FIFA 컨페더레이션스컵에도 출전했다. 2000년과 2004년 AFC 아시안컵 우승, 2001년 FIFA 컨페더레이션스컵 준우승에 기여했다. 그는 2005년까지 국제 A매치 통산 25경기에 출전, 1득점을 넣었다.

## 통계
| 일본 | 일본 | 일본 |
| 연도 | 출전 | 득점 |
| ---- | ---- | ---- |
| 1999 | 5    | 1    |
| 2000 | 8    | 0    |
| 2001 | 3    | 0    |
| 2002 | 0    | 0    |
| 2003 | 1    | 0    |
| 2004 | 6    | 0    |
| 2005 | 2    | 0    |
| 통산 | 25   | 1    |